# Missões religiosas no Estado do Maranhão e do Grão-Pará
Para compreender a importância das missões religiosas no Império Português é preciso considerar a forte identidade cristã daquele povo forjada no processo de Reconquista e fortalecida pelos sucessos das Grandes Navegações, que o fazia entender que eram um povo eleito que deveria expandir o Reino de Deus/Cristandade.
Outro aspecto que merece atenção é o fato de que o Estado do Maranhão e Grão-Pará teve colonização posterior ao litoral leste do Brasil e era subordinado diretamente a Lisboa e não ao Governador-geral do Brasil. Esse Estado, além da Região Amazônica, também abrangia terras atualmente pertencentes ao Piauí e ao Ceará.
Os Franciscanos da Província de Santo Antônio foram os primeiros missionários a chegar na Amazônia Portuguesa, seguidos pelos jesuítas, pelos carmelitas, pelos Mercedários e pelos capuchinos. Essas missões contavam com o apoio financeiro do Reino de Portugal, em contrapartida, as missões se faziam a conversão dos nativos e prestavam assistência intelectual e espiritual aos colonos. Dentre as congregações religiosas envolvidas nas missões, a Companhia de Jesus (jesuítas) ganharia maior destaque, e o Padres Luís Figueira e Antônio Vieira, merecem especial destaque dentre os jesuítas que atuaram na Amazônia.
As conversões dos nativos por missões religiosas na Amazônia Portuguesa do século XVII (Estado do Maranhão e sucessores), não se restringiam ao âmbito espiritual, pois envolviam um conjunto de mudanças no comportamento dos povos nativos, com o objetivo de transformá-los em vassalos úteis e cristãos e, portanto, incluía objetivos como:
1. a erradicação do nomadismo para que houvesse a mudança na organização espacial de suas antigas aldeias, transformando-as em núcleos urbanos;
2. o preparo técnico para trabalhos nos ofícios mecânicos e a criação de uma mão de obra disciplinada para o trabalho agrícola;
3. a reforma dos seus modos de vida social, criando a estrutura e os vínculos da família cristã.

Também cabe ressaltar que o estabelecimento das missões religiosas católicas na Amazônia Portuguesa buscava conter tentativas de cooptação dos povos nativos pelos calvinistas franceses e dos reformistas ingleses, holandeses e irlandeses que tentaram se estabelecer ao longo do litoral leste-oeste, colocando em perigo os interesses mercantis e políticos dos portugueses na região.
Pablo Magalhães indica que os jesuítas eram vistos como úteis para estabelecer alianças militares com os povos nativos.

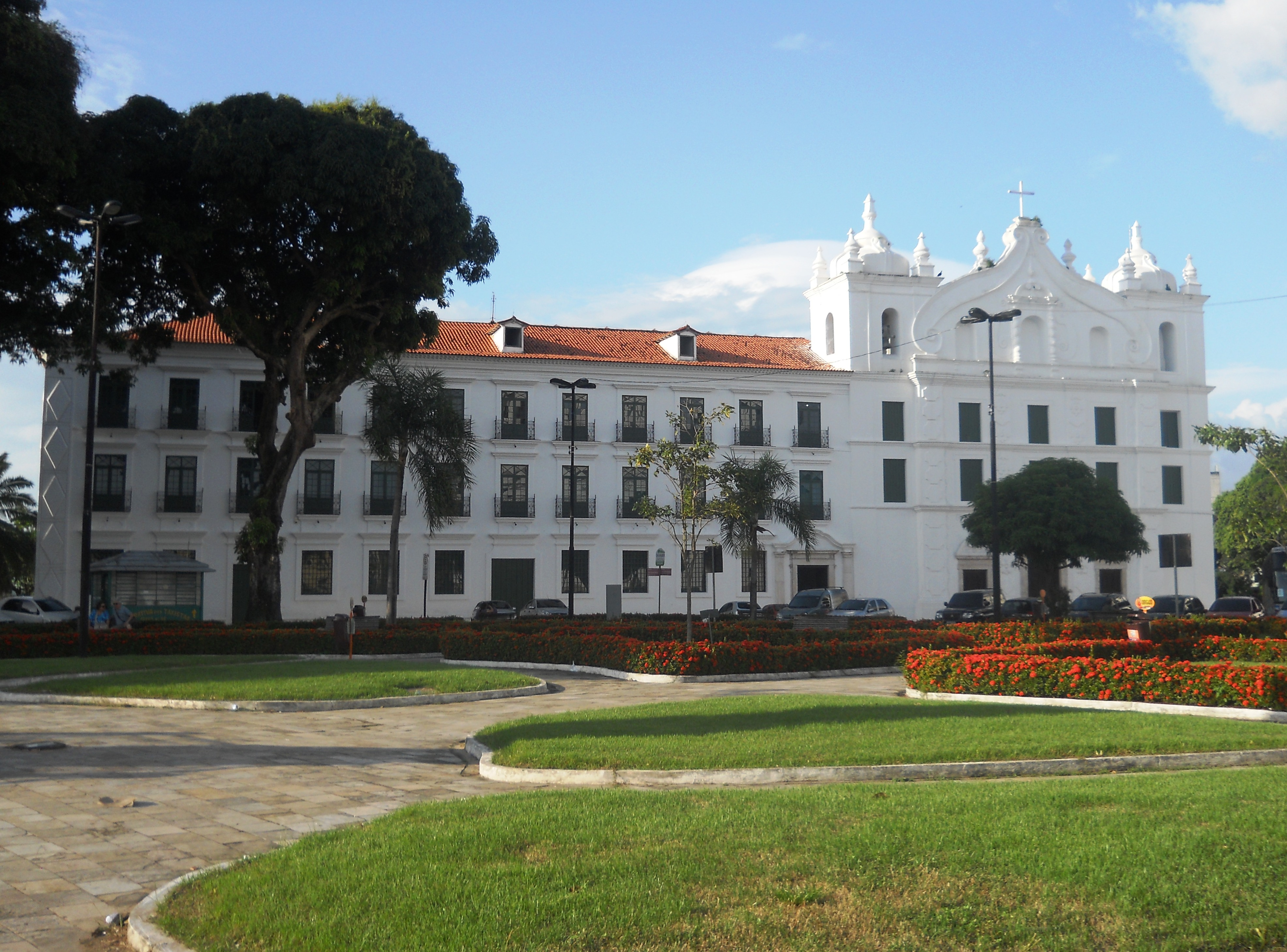
Igreja de Santo Alexandre e antigo Colégio dos Jesuítas, na região da Feliz Lusitânia, em Belém do Pará. Estabelecida no século XVII.

Para viabilizar esse empreendimento, os missionários tinham também o poder temporal sobre os aldeamentos de povos nativos. Esse poder temporal dos missionários foi objeto de diversos conflitos com os não congregados.

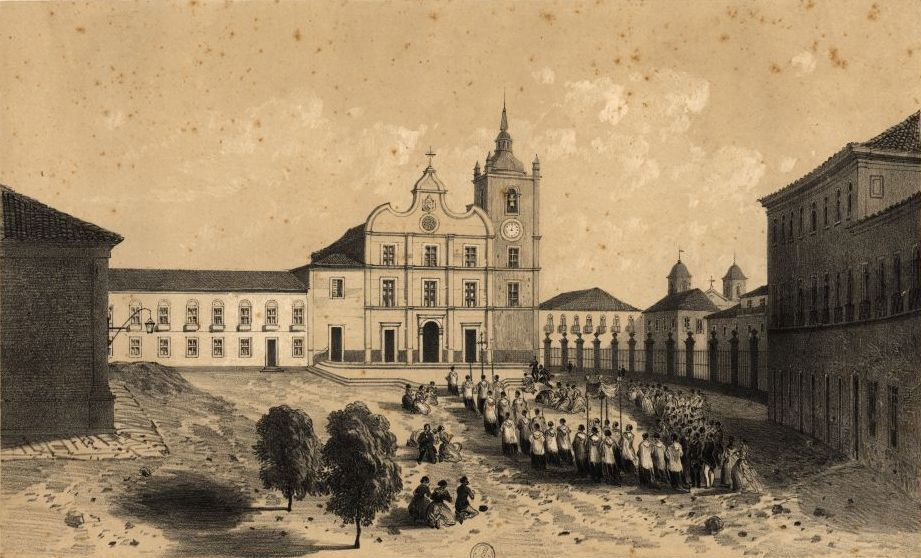
Catedral de São Luís, em 1860, antiga Igreja e Colégio dos Jesuítas de São Luís do Maranhão. Estabelecida pelo padre Luís Figueira, e onde o padre Antônio Vieira viveu e publicou alguns de seus sermões.

Dentre os colégios fundados pelos jesuítas na época naquela região, merecem destaque o Colégio Nossa Senhora da Luz, em São Luís, fundado em 1622 , e ficava localizado onde hoje funciona a Catedral de São Luís do Maranhão, e Colégio Santo Alexandre, em Belém.

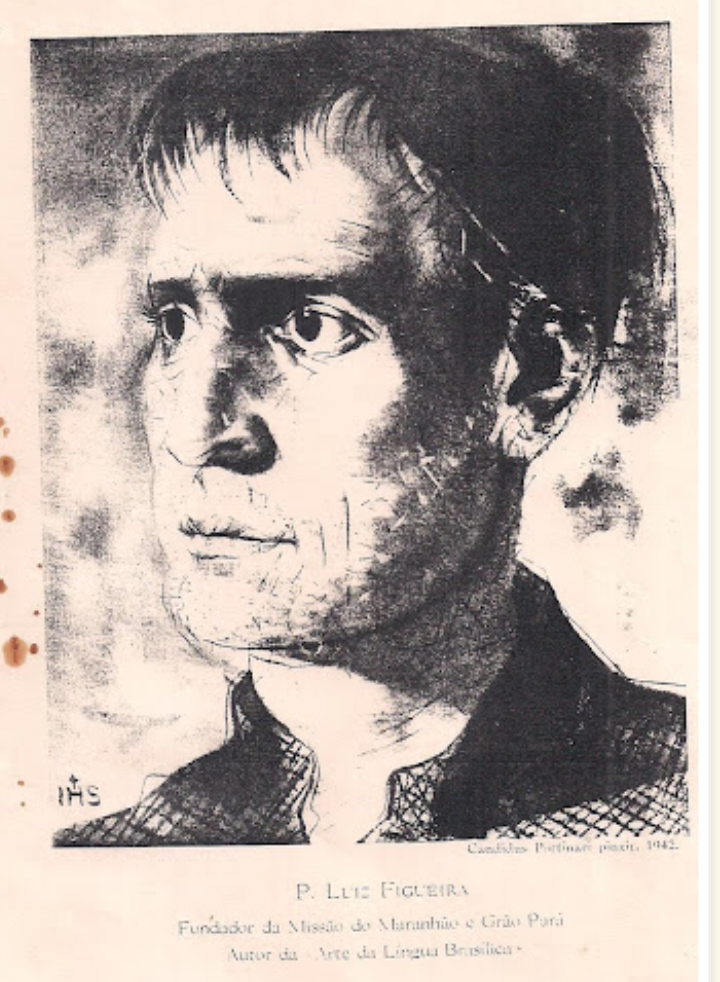
Padre Luis Figueira, ilustração de Cândido Portinari.

Dentre as obras que retratam esse período, merecem destaque:
- os escritos de Luís Figueira e de Antônio Vieira;
- "Crônica dos Padres da Companhia de Jesus no Estado do Maranhão (1627-1698)", de João Felipe Bettendorff[9];
- "Crônica da Companhia de Jesus da Missão do Maranhão", de Domingos de Araújo, publicada em 1720[10]; e
- "História da Companhia de Jesus na Extinta Província do Maranhão e Pará", publicada em 1759, de José de Moraes[11]

Todas escritas por padres jesuítas .

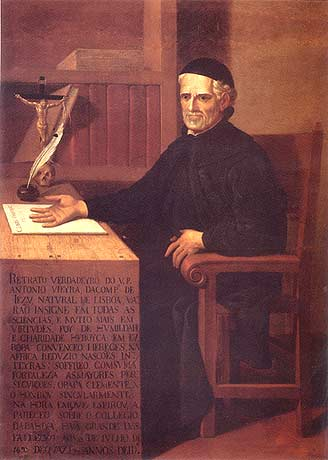
Padre Antônio Vieira, jesuíta de grande destaque no Brasil Colonial, especialmente pela sua extensa obra, escrita durante suas viagens missionárias pelo Nordeste e Norte do Brasil, no século XVII.

## Presença dos Franciscanos
Em agosto 1614, após as tentativas frustradas de Luís Figueira de estabelecer missões no Estado do Maranhão sem apoio militar, e diante da necessidade da União Ibérica de afastar a presença francesa na região, Jerônimo de Albuquerque Maranhão lideraria uma expedição que partiria de Pernambuco. Porém, não havia jesuítas na comitiva, pois, a pedido do Governador-Geral Gaspar de Sousa, foram designados para a jornada dois franciscanos capuchos da Província de Santo Antônio, os freis Cosme de São Damião e Manuel da Piedade.
Em meados de 1612, os primeiros capuchos se estabeleceram na região que atualmente corresponde ao Estado do Pará.
Em 22 de julho de 1617, quatro franciscanos se estabeleceram na Capitania do Pará, eram os Freis: Antônio da Merciana (superior), Cristovão de São José, Sebastião do Rosário e Filipe de São Boaventura.
Em 20 de junho de 1618, foi publicada uma Carta Régia do Rei Felipe II de Portugal, encarregando os franciscanos da Província de Santo Antônio da administração espiritual dos nativos no Estado do Maranhão.
Cristóvão de São José subiu o Rio Tocantins e em sua margem esquerda estabeleceu um aldeamento para os índios camutás, que seria denominado como Vila Viçosa de Santa Cruz de Camutá. Em 1635, Feliciano Coelho de Carvalho, foi nomeado como primeiro capitão-mor da Capitania de Camutá, onde atualmente está localizado o Município de Cametá.
Em agosto de 1624, chegaram os primeiros franciscanos que se estabeleceriam na região que atualmente corresponde ao Estado do Maranhão. Esses ocupavam os ofícios de Visitador Eclesiástico e de Comissário do Santo Ofício. Naquela ocasião, Frei Cristóvão Severim de Lisboa, trouxe consigo o Alvará de 15 de março de 1624, que além de confirmar aos franciscanos a administração espiritual dos índios do Norte da colônia portuguesa na América, entregava-lhes também a administração temporal, até então confiada aos colonos. Além disso, chegou acompanhado de dez franciscanos provenientes de Portugal e cinco do Convento de Olinda, que conheciam línguas nativas (língua tupi), dentre esses estavam: os freis Álvaro do Calvário e Francisco do Rosário.
Em 1630, os capuchos da Província de Santo Antônio abandonaram o papel que lhes fora confiado no governo dos aldeamentos de povos nativos no Estado do Maranhão e Grão-Pará, devido, em parte, a disputas com colonos decorrentes desse trabalho. Maior parte deles abandonaria a região em 1636 .
Algumas Cartas de Frei Lisboa contém críticas aos jesuítas, o que revela um certo grau de rivalidade entre as congregações na época .

## Os Jesuítas no Maranhão antes de Vieira
Em 26 de julho de 1596, foi publicada uma Lei que concedia aos jesuítas a exclusividade na atividade de "descer" os povos nativos do "sertão" para instalá-los em aldealmentos estabelecidos no litoral. Naquela época, a presença portuguesa a noroeste da Capitania do Rio Grande do Norte era inexistente, e os franceses estavam se estabelecendo na região (Feitoria da Ibiapaba). Entre 1603 e 1604, houve uma breve tentativa início de colonização, liderada por Pero Coelho de Sousa, mas que foi descontinuada. Em janeiro de 1607, os jesuítas Luís Figueira e Francisco Pinto iniciaram uma expedição que deveria chegar ao atual Estado do Maranhão, mas foram atacados por índios tarairiús (tapuias), instigados pelos franceses, na região da Serra da Ibiapaba, o que causou a morte de Francisco Pinto e o fim da expedição.
Em 30 de julho de 1609, o Rei Felipe II de Portugal determinou a liberdade dos povos nativos do Brasil.
A análise de escritos de Luís Figueira, permite concluir que ele acreditava que os jesuítas teriam o dever de converter e conservar os povos nativos contra os abusos cometidos pelos colonos, sempre ávidos em obter a todo custo a mão-de-obra dos "negros da terra". Figueira acreditava que as agressões dos portugueses contra os nativos atrapalhavam a propagação do catolicismo entre os gentios. Trata-se da crença de por meio da preservação da liberdade dos povos nativos, juntamente com a a sua conversão, seria possível assegurar a expansão e a preservação da colonização portuguesa.
Em novembro de 1615, os padres Manuel Gomes e Diogo Nunes desembarcaram em São Luís e foram os primeiros jesuítas a se instalarem por um tempo considerável na região. Eles vieram como integrantes da Armada de Alexandre de Moura, que fora mandada como reforço para alcançar a vitória definitiva sobre os franceses de São Luís. Provavelmente eram importantes para fazer a ligação do comando de Alexandre de Moura com 70 nativos guerreiros arregimentados em aldeamentos dirigidos pelos jesuítas em Pernambuco.
Manuel Gomes e Diogo Nunes permaneceram em São Luís, visitando as aldeias e assistindo aos colonos, somente até até 10 março de 1618, quando deixaram a região, devido, em parte, a conflitos gerados por sua oposição à forma como os moradores da cidade tratavam os nativos  .

### Sob a liderança de Luís Figueira
Em 1622, ocorreria o retorno dos jesuítas, com a chegada de Benedito Amodei e Luís Figueira.
Apesar dessa chegada ter sido chancelada pelo Governador-Geral Diogo de Mendonça Furtado, que designou Figueira como conselheiro de negócios e governo de António Muniz Barreiros, o novo Capitão-mor do Maranhão, houve resistência por parte dos moradores, que conheciam a oposição dos jesuítas à escravização dos povos nativos. Naquele contexto, Luís Figueira seria aconselhado a firmar um termo no qual deixava claro que a sua vinda não atendia mais que à salvação, e bem das suas almas e à redução dos gentios, por meio da pregação, doutrinação e batismo, sem intrometer-se a libertar nativos submetidos ao cativeiro.
Na segunda metade da década de 1620, foi doada aos jesuítas uma légua de terra em Anindiba, centro da Ilha de São Luís, onde seria fundada a primeira fazenda dos jesuítas na região, onde construiram uma casa, uma ermida, posteriormente, uma igreja, dedicada à Nossa Senhora da Luz, que foi o primeiro edifício de pedra e cal de São Luís. Antes disso, os jesuítas já tinham organizado uma escola para ensinar letras aos filhos dos portugueses. Em 26 de agosto de 1626, chegariam os primeiros reforços da Missão, o padre Lôpo de Couto, exímio na língua tupi, e o irmão António da Costa, oficial de carpintaria.
Em 1631, foi impressa em Lisboa a "Relação de vários sucessos acontecidos no Maranham e Gram Para, assim de paz como de guerra, contra o rebelde Olandes Ingreses & Franceses & outras nações", que foi uma pequena crônica, escrita por Luís Figueira, que descreveu os triunfos dos portugueses, sobretudo no tempo do governo de Francisco Coelho de Carvalho, contra os estrangeiros que tentavam se instalar no Estado do Maranhão e Grão Pará. Nessa obra, Figueira também sustentou que somente através da presença missionária seria possível alcançar o controle sobre os nativos da região, domínio que seria uma condição primordial para que os estrangeiros fossem erradicados da Amazônia portuguesa. Em sua argumentação, Figueira, mencionou o papel desempenhado pelos nativos mobilizados nos aldeamentos dirigidos pela Companhia de Jesus na resistência às invasões realizadas pelos holandeses no Nordeste do Brasil. Essa obra foi publicada um ano após o abandono pelos franciscanos dos aldeamentos que administravam.
Em 1636 foi publicada "Missão que fes o P. Luis Figueira da Companhia de Jesus, superior da Rezidencia do Maranhão, indo ao Grão Parâ, Camutâ e Curupâ, capitanias do Rio das Almazonas, no anno de 1636", que narrou os principais acontecimentos de sua jornada realizada ao Pará entre os meses de janeiro e junho de 1636, feita na companhia do Irmão João de Avellar. Foi um relato que tinha o propósito de promover o apostolado jesuítico na Amazônia portuguesa, que buscava, sobretudo, convencer possíveis religiosos a se engajarem no trabalho missionário do Norte da Província do Brasil, em um momento no qual a Companhia de Jesus no Maranhão contava com apenas 5 religiosos, sendo 3 padres e 2 irmãos.
Em 1637 Figueira estava em Lisboa quando foi publicado o: "Memorial sobre as terras e gente do Maranhao & Grao-Para & Rio das Amazonas", no qual, discorreu sobre as grandezas e potencialidades econômicas da Amazônia portuguesa e no qual também cobrou dos reis católicos a obrigação de promover a evangelização dos gentios, que seria a justificativa teológico-política para a expansão do Império Português sobre aquelas terras, além de reiterar a importância fundamental dos povos nativos para a conservação daquelas conquistas diante da constante ameaça imposta pelos corsários estrangeiros que exploravam a região. Nesse contexto, defendeu o envio de religiosos para o Estado do Maranhão e Grão Pará.
Esse Memorial foi utilizado para instruir decisão do Conselho de Estado nas suas sessões de 8 e 10 de agosto de 1637, sendo os resultados de tais sessões publicados no Alvará de 25 de julho de 1638 que, em suma, confiava, com todas as dotações reais necessárias, o cargo de Administrador Eclesiástico do Estado do Maranhão ao Superior da Residência da Companhia de Jesus em São Luís, também foi confiada aos jesuítas, a administração temporal e espiritual dos nativos em aldeamentos missionários.
Em novembro de 1640, uma expedição holandesa, comandada por Jan Cornelisz e Lichthardt e Hans Koin, tomou a Ilha de São Luís. Colonos portugueses e missionários jesuítas se estabeleceram em Tapuitapera. Os jesuítas Lopo do Couto e Antônio da Costa, faleceram no final de 1642. As lutas para expulsão do invasor estenderam-se até fevereiro de 1644
Em 3 de junho de 1639, a partir de sede da Companhia de Jesus em Roma, foi fundada a Missão jesuítica do Maranhão como uma entidade administrativa sob a responsabilidade da Província do Brasil, tendo como seu primeiro Superior o padre Luís Figueira.
Durante o ano de 1639, Luís Figueira percorreu os Colégios Jesuítas de Portugal, nos quais recrutou 22 jesuítas para a nova Missão. Entretanto, o embarque demorou a ocorrer, devido, em parte às turbulências causadas pelo movimento da Restauração Portuguesa e à instabilidade na região causada pela ocupação holandesa de São Luís (1640-1644), e somente ocorreu em abril de 1643. O barco que seguiu com Figueira acompanhado por quatorze jesuítas, Pedro de Albuquerque, o novo governador do Estado, e demais tripulantes, naufragaria, entre os dias 29 de 30 de julho, nas proximidades da Ilha de Marajó. Apesar do envio de socorro, quase todos os religiosos foram vitimados pelos índios aruans.
Apenas três dos religiosos sobreviveram (o padre Francisco Pires e os irmãos Nicolau Teixeira e Antônio de Carvalho) e o projeto das missões jesuíticas no Estado do Maranhão e Grão-Pará foi adiado.
Pouco tempo depois do naufrágio, Nicolau Teixeira retornou a Portugal, para completar os estudos, e Antônio de Carvalho faleceu.
Em novembro de 1647, faleceu o padre Benedito Amodei.
Em 1648, chegaram em São Luís, o padre Manuel Moniz e o irmão Gaspar Fernandes.
No segundo semestre de 1649, os três últimos remanescentes da Companhia de Jesus na região foram mortos por índios uruatis, revoltados com o castigo imposto a uma nativa acusada de adultério no Engenho do Itapicuru.
Em outubro de 1648, Dom João IV, requereu ao Provincial da Companhia de Jesus no Brasil, Padre Belquior Pires, o envio de novos missionários para o Estado do Maranhão.
O controle efetivo sobre a administração dos aldeamentos de povos nativos, somente ocorreria com a chegada do Padre Antônio Vieira, em 1653.

## Efetivos dos missionários na região em 1639
- Jesuítas: 3
- Carmelitas: 12 em São Luís e 7 em Belém (Sobre a presença dos Carmelitas na região ver História dos Carmelitas - O ciclo missionário no Maranhão).
- Franciscanos: 5[3].

## Sob a liderança de Antônio Vieira

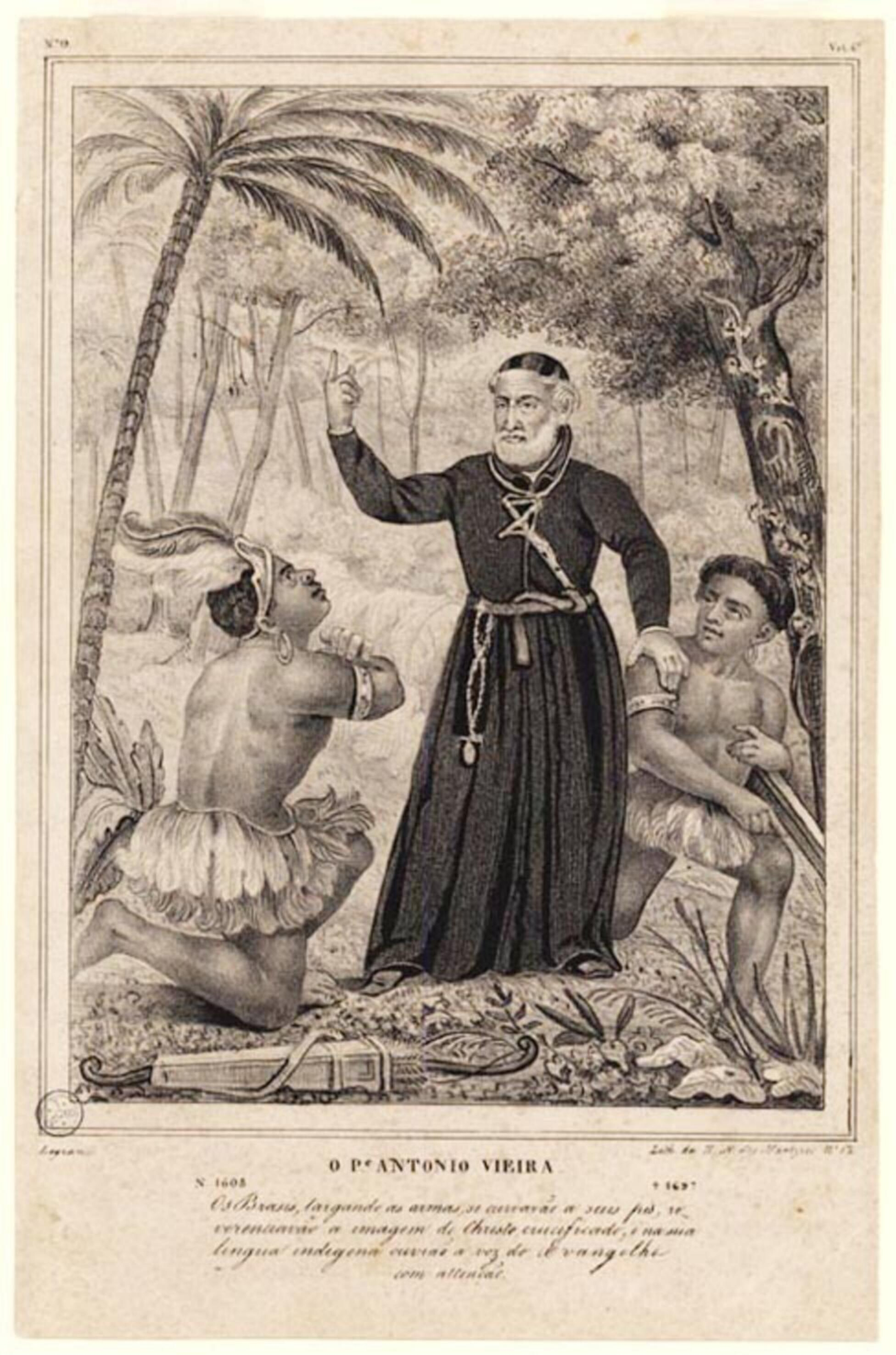
Pe. António Vieira pregando aos índios (C. Legrand, ca. de 1841)

O Padre Antônio Vieira teve importante papel nas missões jesuíticas no Estado do Maranhão e Grão-Pará.
Estava em Lisboa, quando, em 12 de setembro de 1652, foi publicada uma Provisão Real que previu apoio financeiro do Rei ao reestabelecimento da Missão Jesuítica no Estado no Maranhão.
Foi designado para liderar a restauração da presença jesuítica do Estado do Maranhão, mas não pode embarcar com o primeiro grupo de 9 missionários que chegou em 17 de novembro de 1652.
Em 16 de janeiro de 1653, chegou à São Luís, acompanhado de outros 3 padres jesuítas. Em 29 de abril, chegaram mais cinco jesuítas a São Luís, esses oriundos da Província Jesuítica do Brasil, muito importantes para o avanço da missão pelo seu conhecimento em língua brasílica e dos costumes e dos métodos de conversão dos povos nativos.
No início, procurou evitar conflitos com os colonos de origem europeia, recusando os cargos de "procurador dos nativos" e de "repartidor de índios" (poderes temporais). Entretanto, isso não evitou uma revolta dos colonos de São Luís contra a aplicação de uma Lei de 10 de novembro de 1647 que previa o fim dos cativeiros de nativos no Estado do Maranhão .
No início de janeiro de 1653, os jesuítas João de Souto-Maior e Gaspar Fragoso, partem de São Luís para Belém do Pará onde fixaram residência, declarando que sua missão se restringiria ao ensino para os filhos dos portugueses e que não se intrometeriam com a questão da escravidão dos nativos. Esse trabalho deu origem ao Colégio de Santo Alexandre e à Igreja de São Francisco Xavier, anexa ao referido colégio. Pouco tempo depois, Manuel de Sousa (para exercer a função de superior da residência) e Mateus Delgado se juntariam à residência jesuíta em Belém.
Em 2 de março de 1653, Vieira pregou o Sermão da Primeira Dominga da Quaresma, também conhecido como o Sermão das Tentações, por meio do qual falou contra a escravização dos povos nativos das Américas. Depois, viajou para o Rio Tocantins, onde iniciou seu contato com os nativos daquela região. Quando retornou à São Luís, pregou o Sermão de Santo Antônio aos Peixes, por meio do qual atacou as autoridades coloniais, usando para isso a imagem dos habitantes aquáticos. Nesse novo Sermão, atacou com veemência os cativeiros injustos. Com essa atitude, ganhou inimigos poderosos na colônia que, posteriormente, iriam articular a expulsão dos jesuítas daquela região.
Em junho de 1654, viajou para Lisboa, com o intuito de obter alterações na legislação relativa aos nativos, de modo a viabilizar os aldeamentos missionários. Em Lisboa, pregou o Sermão da Palavra de Deus, na Capela Real, no qual falou sobre as dificuldades da missão no Estado do Maranhão e Grão-Pará. Seu poder de persuasão, influenciou da publicação da "Lei Sobre a Liberdade dos Índios", em 09 de abril de 1655, na época do Rei João IV de Portugal. Além disso, em 14 de abril de 1655, foi publicada uma Lei que concedia aos jesuítas a primazia absoluta na catequese dos povos nativos.
Em 16 de abril de 1655, embarcou para retornar ao Estado do Maranhão e Grão-Pará, acompanhado de André Vidal de Negreiros, o novo governador, que ajudara a escolher e mais cinco jesuítas que reforçariam a missão. Chegou após 30 dias de viagem. Com o apoio do novo governador e de seus sucessores, os jesuítas passaram a efetivamente exercer o poder temporal em diversos aldeamentos.
Também em 1655, afirmou que em Belém havia mais de 1500 casos de cativeiro ilícito de índios aguardando julgamento pela Lei de 1652. Em 1657, afirmou que nos últimos quarenta anos, no Estado do Maranhão", foram mortos mais de dois milhões de nativos, e foram destruídas mais de quinhentas povoações.
Entre 1658 e 1660, escreveu o "Regulamento das Aldeias", mais conhecido como a "Visita de Vieira", por meio do qual estabeleceu as diretrizes das missões religiosas na Amazônia, que, com pouquíssimas mudanças, vigoraram por mais de um século. Esse documento tratou do cotidiano da ação missionária, envolvendo desde os métodos de doutrinação até a disposição do espaço de moradia dos missionários e índios. Essas regras não eram de aplicação restrita aos jesuítas, pois tiveram que ser seguidas também pelas outras congregações.
Entre 1655 e 1661, foram realizadas doze expedições missionárias, criados dezessete novos aldeamentos dirigidos por missionários entre o Ceará (Serra da Ibiapaba) e o Rio Xingu.
Entre 15 de maio e julho de 1661, ocorreu uma revolta  dos colonos em São Luís e Belém contra a lei de 1655 que impedia a escravização dos nativos e concedia aos jesuítas a administração temporal dos aldeamentos. Os jesuítas foram detidos e enviados de volta a Portugal em três embarcações. A primeira partiu de São Luís em setembro, com Vieira a bordo, e chegou a Lisboa em novembro. As outras duas partiram de Belém em 1662, com destino ao Recife, sendo que uma dessas começou a afundar e teve que retornar a Belém. Esse pequeno grupo que retornou a Belém era composto de sete jesuítas que, em 2 de junho de 1662, foi autorizado a retornar às suas casas e aos aldeamentos, mas deixaram de ter o poder temporal sobre os nativos. Nesse pequeno grupo estava João Felipe Bettendorff, que lideraria os jesuítas no Estado do Maranhão no período pós-Vieira..
Vieira, retornou a Lisboa, onde pregou o "Sermão da Amazônia", também conhecido como "Sermão da Epifania", no entanto, a Rainha Dona Luísa, embora favorável à Vieira, não pôde mais ajudá-lo, pois foi deposta em junho de 1662 e em seu lugar ascendeu ao trono Dom Afonso VI, que era contrário ao jesuíta. Em 12 de setembro de 1663, Dom Afonso VI retirou dos jesuítas a primazia da administração temporal dos povos nativos, de modo que as Câmaras de Belém e de São Luís passaram a controlar essa administração, além de proibir o retorno de Vieira ao Estado do Maranhão.
Entre 1665, Vieira foi preso pelo Tribunal da Inquisição, e somente recuperou a liberdade em 1667.
Posteriormente, conseguiu recuperar parte de seu prestígio e influenciou na elaboração de duas leis publicadas entre 30 de março e 1º de abril de 1680, na época em que Dom Pedro II era regente, a "Provisão Régia sobre a Repartição dos Índios no Maranhão" e uma nova lei que conferia liberdade aos povos nativos ("Lei sobre a Liberdade do Gentio do Maranhão)  , que proibia qualquer tipo de cativeiro de nativos no Estado do Maranhão, o encaminhamento de todos os nativos encontrados em cativeiro para os aldeamentos missionários e previa apoio financeiro da Côroa para a instalação de um noviciado da Companhia de Jesus no Estado do Maranhão.

## Época narrada por João Felipe Bettendorff
João Felipe Bettendorff, chegou em Belém em 20 de janeiro de 1620. Pouco tempo depois, foi enviado para fundar um aldeamento na foz do Rio Tapajós, que futuramente daria origem à cidade de Santarém. Estava no grupo de sete jesuítas no barco que começou a fundar e teve que retornar a Belém em 1662. Quando os jesuítas foram libertados da prisão domiciliar em 2 de junho de 1662, assumiu a liderança da residência jesuítica em Belém, onde futuramente funcionaria o Colégio Santo Alexandre. Entre 1663 e 1667, foi superior na residência jesuítica em São Luís, onde futuramente funcionaria o Colégio Nossa Senhora da Luz. É considerado o principal jesuíta na região após a saída de Vieira. Nos últimos anos, dedicou-se a escrever a "Crônica dos Padres da Companhia de Jesus no Estado do Maranhão (1607-1698)".
No final de 1663, cerca de 15 jesuítas chegaram em São Luís, a maioria deles era composta pelo grupo que foi expulso entre 1661 e 1662. Mas sua atuação junto aos nativos foi limitada, pois devido à publicada de uma ordem régia de setembro de 1663, por meio da qual Dom Afonso VI retirou dos jesuítas a primazia da administração temporal dos povos nativos, de modo que as Câmaras de Belém e de São Luís passaram a controlar essa administração, além de proibir o retorno de Vieira ao Estado do Maranhão. 
No período subsequente, a missão entrou em relativa letargia, pois não contava com um noviciado e recebia poucos reforços. Com exceção de um padre e um noviço que chegaram de Lisboa em junho de 1674 e de cinco missionários enviados do Estado do Brasil. Além do pequeno número, cerca de 40% do contingente era composto de irmãos (jesuítas que não são sacerdotes).
O ponto de virada ocorreu entre 30 de março e 1º de abril de 1680 pois, devido à influência de Antônio Vieira, na época em que Dom Pedro II era regente, foi aprovada a "Provisão Régia sobre a Repartição dos Índios no Maranhão" e uma nova lei que conferia liberdade aos povos nativos ("Lei sobre a Liberdade do Gentio do Maranhão)  , que proibia qualquer tipo de cativeiro de nativos no Estado do Maranhão, o encaminhamento de todos os nativos encontrados em cativeiro para os aldeamentos missionários a serem dirigidos pelos jesuítas e previa apoio financeiro da Côroa para a instalação de um noviciado da Companhia de Jesus no Estado do Maranhão. Isso deu um novo impulso à atividade missionária juntos aos povos nativos no Estado do Maranhão.
Em maio de 1680 chegaram cerca de oito jesuítas em São Luís. Em 1683, chegaram mais oito jesuítas.
No início de 1684, a Missão contava com 54 integrantes, sendo 21 sacerdotes, 13 irmãos e os demais em formação, quando, em fevereiro, ocorreu a Revolta de Beckman, que resultou em uma nova expulsão dos jesuítas da Amazônia. Essa expulsão ocorreu pois os jesuítas dificultavam a utilização da mão de obra nativa pelos colonos.
No final de março de 1684, 27 jesuítas foram deportados para o Estado do Brasil em duas embarcações. A embarcação onde estava Bettendorff chegou ao Recife após cerca de dois meses de viagem. A teve que aportar no Ceará para reparar avarias, onde ficaram alguns jesuítas que se recusaram a prosseguir viagem. Os que prosseguiram viagem foram atacados por piratas e foram largados em uma canoa nas proximidades de São Luís, onde chegaram mas foram impedidos de permanecer e encaminhados para a Vila de Tapuitapera, que atualmente corresponde à cidade de Alcântara, de onde seguiram para Belém. No início de 1685, o superior da missão, Jódoco Peres, partiu para Portugal, acompanhado dos jesuítas em formação para que esses pudessem prosseguir com seus estudos.
Em outubro de 1684, Bettendorff chegou em Portugal, na condição de superior da missão para a relatar a Dom Pedro II, sobre a revolta. O Rei designou um novo governador, Gomes Freire de Andrade, que deveria suprimir a revolta e reinstalar os jesuítas na região, o que ocorreu em maio de 1685.
Bettendorff continuou em Lisboa, para participar dos debates sobre a nova legislação relativa aos nativos. Em 21 de dezembro de 1686, foi publicado o "Regimento das Missões do Estado do Maranhão e Grão-Pará", que vigorou durante sete décadas, até a sua revogação pelo Marquês de Pombal que o substituiu pelo Regimento do Diretório dos Índios, publicado em 08 de maio de 1758   .
Depois da supressão da revolta a Coroa reforçou o apoio financeira para que a Companhia de Jesus fortalecesse sua presença no Estado do Maranhão, de modo que em outubro de 1688, residiam 53 jesuítas no Estado do Maranhão e do Grão Pará.
Em 1693, em face das dificuldades da Companhia de Jesus para enviar religiosos em número suficiente para a região, foi prevista a atuação de outras congregações em aldeamentos missionários, como os franciscanos e os mercedários.
Em 1697, 62 jesuítas (31 padres e 31 irmãos) atuavam nos colégios de São Luís e Belém, enquanto que 19 jesuítas (17 padres e dois em formação) atuavam em aldeamentos. Existiam também outros 12 irmãos, 2 jesuítas em más condições de saúde e outros 4 que exerciam outras funções.

## No Século XVIII
No Século XVIII, continuou a existir o conflito entre colonos e jesuítas, que tinha como foco o interesse dos primeiros em ampliar as possibilidades de utilização da mão de obra nativa. Nesse contexto, muitos colonos acreditavam que os jesuítas eram os culpados pela sua pobreza, pois, enquanto as fazenda da Companhia de Jesus prosperavam, utilizando mão de obra nativa, as fazendas dos colonos sofriam com a falta dessa mão de obra.
Paulo da Silva Nunes destacou-se dentre os colonos que faziam campanha contra os jesuítas. As reivindicações dos colonos tiveram o apoio de Bernardo Pereira de Berredo, que governou o Estado do Maranhão entre 1718 e 1722. Entretanto, Bernardo fopi sucedido por João da Maia Gama, era favorável aos jesuítas e houve uma repressão aos cativeiros ilegais e a prisão de Paulo da Silva Nunes por atos sediciosos.
Posteriormente, Paulo da Silva Nunes foi posto em liberdade e mudou-se para Portugal, onde, como protegido do ex-governador Bernardo Pereira de Berredo, fez uma longa campanha contra a atuação dos jesuítas no Maranhão, que influenciaria a atuação do Marquês de Pombal contra os jesuítas.
Em 1751, Francisco Xavier de Mendonça Furtado, meio-irmão do Marquês de Pombal, assumiu o governo do Estado do Maranhão e Grão Pará.
Como antecedentes da expulsão dos jesuítas da Amazônia Portuguesa, pode-se citar a expulsão de dez jesuítas no ano de 1757, dentre eles merecem destaque: o Padre João Daniel, que protestara contra a lei das liberdades e, por isso, foi acusado de insubordinação; e os Padres André Meisterburg e Anselmo Eckart, acusados de terem armado os índios, de modo similar a fatos que teriam ocorrido na Guerra Guaranítica.
Em 08 de maio de 1758, o Regimento das Missões do Estado do Maranhão e Grão-Pará foi revogado pelo Marquês de Pombal e substituido pelo Regimento do Diretório dos Índios   . No entanto, os jesuítas resistiram à perda de seu poder temporal sobre os aldeamentos.

## Os Jesuítas no Piauí e no Ceará
No dia 20 de janeiro de 1607, os jesuítas Francisco Pinto e Luís Figueira partiram do Recife, em uma embarcação que ia buscar sal coletado nas salinas na foz do Rio Mossoró, com o intuito de catequizar os nativos a oeste do Rio Grande do Norte. Os dois padres foram acompanhados por cerca de 60 indígenas.
Em 2 de fevereiro do 1607, celebraram a primeira missa no território do atual Estado do Ceará, na foz do Rio Jaguaribe.
Durante a viagem, estiveram em um aldeamento denominado como Paupina, que, atualmente, corresponde ao centro de Messejana.
Os dois avançaram até a Chapada de Ibiapaba, chegando a habitar com os índios Tabajara.
Em 11 de janeiro de 1608, o padre Francisco Pinto foi assassinado pelos índios Tocarijus, instigados pelos franceses que tinham mantinham contatos na região por meio da Feitoria da Ibiapaba. O martírio ocorreu,  provavelmente, onde, atualmente, está localizado o Município de Carnaubal .
No ano de 1700, os padres jesuítas, Manuel Pedroso e Ascenso Gago, fundaram oficialmente a "Aldeia da Ibiapaba", onde hoje se situa Viçosa do Ceará.
Em 1697, dois padres jesuítas, sendo o principal deles Miguel Carvalho, construiu uma pequena uma pequena capela de taipa e palha, no lugar onde se desenvolveria a Vila da Mocha, atual Oeiras, que futuramente seria a capital da Capitania do Piauí.
Em 1704, Miguel de Carvalho viajou para Lisboa para tratar dos interesses dos indígenas aldeados no delta do Rio Parnaíba.
Em 1711, Domingos Afonso Mafrense, um grande proprietário de terras no sul do Piauí e proximidades morreu sem herdeiros e destinou sua herança aos jesuítas. Depois disso, a atuação dos jesuítas naquela região se dividiu em dois ramos distintos: uns cuidavam da administração das fazendas de gado e outros dos aldeamentos de índios Tremembés no delta do Rio Parnaíba.
Em 1723, na Ilha do Caju, a missão na região do delta do Rio Parnaíba era chefiada pelo jesuíta João Tavares. Em 21 de junho de 1724, foram concedidas sesmarias aos Tremembés sob supervisão dos jesuítas de quatro léguas de terras na região do delta. Em 21 de abril de 1727, foi concedida uma nova sesmaria de uma légua e meia na Ilha Paramirim ou Cajuais na mesma região. Em 25 de janeiro de 1728, em 29 de novembro de 1731 e em 21 de agosto de 1741, foram expedidas Provisões Régias em defesa das aldeias e da posse das terras pelos Tremembés estabelecidos no Delta.
Em 1743, cerca de 170 pessoas trabalhavam nessas fazendas, o rendimento era utilizado para sustentar o Colégio dos Jesuítas na Bahia e o Noviciado de Jiquitaia.
Em 1749, jesuítas oriundos Colégio do Maranhão fundaram, em Oeiras (Piauí), o Seminário do Rio Parnaíba, consagrado à Santa Úrsula, que teve o padre Francisco Ribeiro, como o primeiro regente. Esse foi o primeiro estabelecimento de ensino secundário, com ensino de gramática e humanidades naquela região.
Em 10 de março de 1760, os jesuítas do Piauí foram presos e enviados para a Bahia (expulsão dos jesuítas); dentre eles: os padres João de Sampaio, Manuel Cardoso e José Figueiredo; além dos leigos Jacinto Fernandes e Donato Antônio Ferreira, que residiam na capela instituída por Domingos Afonso Mafrense. Outros dois dois jesuítas, que residiam em Parnaguá, foram presos e enviados para a cidade de São Luís. Na relação dos bens que foram confiscados, constavam 31 fazendas de gado, três residências com suas roças e 49 sítios arrendados a particulares .

### No Ceará
No final da década de 1740, o jesuíta João Guedes e mais dez jesuítas alemães chegaram ao Ceará. Em 1748, no dia 31 de julho (dia de Santo Inácio), começara a construir um hospício. Esses padres também deram assistência espiritual à aldeias de Caucaia, Parangaba, Paupina, dos Paiacus e Parnamirim. Foram expulsos em 1759.

## Situação na época da expulsão
Na época da expulsão, existiam 155 jesuítas na Amazônia Portuguesa, espalhados por 17 aldeias, dois colégios e um seminário. A Companhia chegou a ter na região, 25 fazendas de cultivo agrícola e criação de gado, três engenhos e uma olaria.